# Enif
Enif (Epsilon Pegasi, 8 Pegasi) är en ljusstark stjärna i stjärnbilden Pegasus. Enif är den ljusstarkaste stjärnan i stjärnbilden trots sin Bayer-beteckning Epsilon, med magnitud 2,39. Den är en orange superjätte  av spektraltyp K2 Ib-II.

## Utveckling
Enif är förmodligen i slutskedet av sin utveckling som stjärna, med några få miljoner år kvar. Det är dock osäkert om det kommer att explodera som supernova eller svalna som en sällsynt neon- och syrerik vit dvärg, eftersom den befinner sig precis på gränsen för att bli en supernova. 
Enif har vid flera tillfällen observerats när den under kortare tidsperioder blivit betydligt ljusstarkare. Det är möjligt att den, och kanske även vissa andra superjättar, får flareutbrott och gör sig av med massa. Stjärnans spektrum innehåller stora mängder strontium och barium, vilket kan vara resultatet av en s-process i den yttre stjärnatmosfären.

## Stjärnans namn
Egennamnet Enif kommer från ett arabiskt ord för ”nos” eller ”mule” och hänger ihop med stjärnan position – mulen på den bevingade hästen.
Ett annat arabiskt egennamn som Enif haft är Fom al Feras, latiniserat till Os Equi.